# HD 151566
HD 151566，又名CD-4910998，SAO 227281、HR 6236，是一颗恒星，视星等为6.47，位于銀經336.71，銀緯-3.55，其B1900.0坐标为赤經16h 42m 57.7s，赤緯-49° -3.55′ 12″。